# Obsjtina Sjabla
Obsjtina Sjabla (bulgariska: Община Шабла) är en kommun i Bulgarien. Den ligger i regionen Dobritj, i den östra delen av landet, 400 km öster om huvudstaden Sofia.
Obsjtina Sjabla delas in i:
- Durankulak
- Krapets

Följande samhällen finns i Obsjtina Sjabla:
- Sjabla
- Tiulenovo

Trakten runt Obsjtina Sjabla består till största delen av jordbruksmark. Runt Obsjtina Sjabla är det glesbefolkat, med 20 invånare per kvadratkilometer.